# Antwerp Pride
Antwerp Pride is een meerdaags feestelijk evenement met een homocultureel karakter, dat sinds 2008 in Antwerpen plaatsvindt, aanvankelijk eind juni, maar tegenwoordig in het tweede weekend van augustus. Het evenement trekt jaarlijks zo'n 90.000 bezoekers.

## Doelen en activiteiten
Een van de doelen is om Antwerpen te presenteren als homovriendelijke stad. Hiermee onderscheidt de Antwerp Pride zich van de The Belgian Pride in Brussel, die oorspronkelijk een meer demonstratief karakter had. Daarmee is de Antwerp Pride vergelijkbaar met de eveneens van oorsprong puur feestelijke Pride Amsterdam.
De Antwerp Pride omvat een week lang tal van activiteiten voor homo's, lesbiennes, biseksuelen, transgenders en sympathisanten. De grote trekpleister is de Parade, die op de zaterdag in de vorm van een kleurrijke optocht met praalwagens en mensen door het centrum van de stad trekt.

## Geschiedenis
De eerste editie van de Antwerp Pride werd in 2008 georganiseerd op initiatief van de gemeente en enkele homo-organisaties. Het bleek potentieel te hebben en andere personen en organisaties sloten zich aan om er een jaarlijks terugkerend evenement van te maken. De editie van 2009 werd ondersteund door Het Roze Huis, Active Company, de Holebifederatie en lokale ondernemers. De gemeente gaf financiële ondersteuning, niet alleen meer vanuit het oogpunt van toerisme, maar ook ter ondersteuning van de homo-emancipatie. Om het steeds groter wordende evenement goed te kunnen organiseren werd in 2010 de vzw Antwerp Pride opgericht.
De eerste jaren viel de Antwerp Pride samen met het commerciële homofeest NaviGAYtion, dat homodiscotheek Red & Blue sinds 2004 in het laatste weekend van juni aan boord van partyschepen op de Schelde organiseerde. Vanwege een optreden van de reuzen van Royal de Luxe werd de Pride in 2012 verschoven naar augustus en nadat in 2013 ook de World Outgames in augustus in Antwerpen plaatsvonden, bleef de Antwerp Pride in deze maand.